# Diphenylaminarsincyanid
Diphenylaminarsincyanid, auch bekannt als Clark III (Chlor-Arsen-Kampfstoff III), ist ein chemischer Kampfstoff. Strukturell verwandte Verbindungen sind das Diphenylarsinchlorid (CLARK 1) und Diphenylarsincyanid (CLARK 2).
Es gehört, wie auch die auf dem verwandten Diphenylarsincyanid basierenden Kampfstoffe Clark I und II, zu den Blaukreuz-Kampfstoffen. Es wirkt stark reizend auf den Nasen-Rachen-Raum (Maskenbrecher).
Der Stoff bildet farblose, knoblauchartig riechende Kristalle und verursacht Übelkeit, Erbrechen und Kopfschmerzen. Spätfolgen einer Exposition sind zum Beispiel Lungenödeme.
Er wurde nie eingesetzt und allenfalls im Technikummaßstab hergestellt.